# محمود دهدار
محمود دهدار عیانی (درگذشته ۹۹۷ ه‍.ق) نویسنده و عارف و از دانشمندان علوم غریبه در سده ۱۰ هجری قمری بوده است.

## زندگی
عمادالدین محمود بن محمد بن احمد عیانی معروف به محمود دهدار عیانی در خفر از توابع جهرم می‌زیسته است. ریاضی‌دان، نویسنده و شاعر حروفی، متخلص به عیانی. ملقب به دهدار. وی از دانشمندان روزگار خود بود که تالیفات بسیار در فنون مختلف به زبان عربی و فارسی داشت. وی بیشتر عمر خویش را در عهد شاه طهماسب صفوی گذرانده و در دارالسلام شیراز مدفون گشته است.
چارلز ریو در فهرست کتابهای خطی فارسی موزه بریتانیا می‌نویسد:
اصل این خاندان از اعراب حویزه در خوزستان بوده و به شیراز رفته‌اند. در باب ابو محمد محمود دهدار شیرازی بیش از این اطلاعی بدست نیست. وی پسری داشته است بنام معین‌الدین محمد بن محمود دهدار که فانی تخلص می‌کرده و از عرفانی مشهور اواخر قرن دهم و اوایل قرن یازدهم بوده و به هندوستان رفته و در آنجا در ۱۰۱۶ در گذشته و مولفات چند در تصوف دارد از آنجمله شرح بر گلشن راز.

از لحاظ نسب‌شناسی خانواده محمود دهدار به شکل زیر است:
- احمد عیانی جهرمی (جد وی است)
- معین الدین محمد دهدار (فرزند وی است)

محمود دهدار در جفر و علوم غریبه، همچون رمل و کیمیا و طلسمات دستی را در محضر استادش علامه کمال الدین حسین اخلاطی اموخته و تألیفاتی نیز در این زمینه از خود به یادگار گذاشته است.
وی به تبعیت از استادش شیخ ابوالقاسم امری شیرازی شعر نیز می‌گفته است و تخلصش در شعر عیانی بوده است.
علامه حسن‌زاده آملی در کتابهای خود بارها از آثار محمود دهدار و فرزندش معین‌الدین نام برده است که به آن‌ها اشاره می‌گردد:
- ... علاوه اینکه عالم جلیل محمود بن محمد دهدار متخلص به عیانی و صاحب مفاتیح المغالیق در اول رساله خلاصه جواهر الاسرار گوید: «حضرت امام به حق ناطق جعفر بن محمد الصادق علیه السلام فرموده است که: بدانید اسماالله به منزله دفاین اند و عدد به منزله ذراع آن مساحت، اگر ذراع کمتر فرانهی به دفین نرسی و اگر زیاده بگیری نیز نرسی بلکه درگذری»....[۳]
- ... این آیه کریمه همان است که عالم جلیل محمود دهدار متخلص به عیانی در کنوز الاسما در تحصیل اسم اعظم فرموده است:

| حنه در سوره انجیل بخوان   |  | بدرستی که همانست همان |
| هست در مصحف ما بعد سه میم |  | در میانهای سور در حم  |

زیرا «حنه» مادر مریم سلام الله علیها است و آن سج است، و انجیل به بعد ابجدی «م» است که غافر قرآن است چه مؤمن چهلمین سوره آن است و بیت بعد توضیح قبل است…

## آثار
او همه آثار خود را به زبان شیرین فارسی نگاشته است و آنچه از کتاب‌ها و رساله‌های او بازمانده به قرار ذیل می‌باشد.
- استخراج نام معین الدین محمد ـ بنا به اعتقاد او، نام هر شخص با یکی از اسامی اعظم توافق دارد، که به چند طریق آن را می‌توان استخراج کرد. او در این رساله برای آموزش مبتدیان، نام فرزندش ابوالقاسم معین الدین محمد را به طریق رَشْف استخراج نمود.[۵]
- اسرار الحروف ـ منظومه‌ای است در پانصد بیت دربارهٔ اسرار نقطه، اسرار حروف و تطبیق شمارش آن‌ها با اسما و برخی اوصاف چهارده معصوم.[۶]
- جامع الفواید ـ در علم حروف، که آن را قطعاً پس از مفاتیح المغالیق نگاشت؛ چون در کتاب مذکور بارها به جامع الفواید ارجاع داده است. او کتاب را برای فرزندش محمد ساخته و در آن به کنیه و نام خود تصریح کرده است. منظومه سجنجل،[۷] که برخی آن را رساله‌ای مستقل شمرده‌اند، جزئی از همین کتاب است.[۸]
- جواهر الاسرار (در برخی نسخه‌ها جوهر الاسرار) ـ به نظم و نثر، در جفر به نقل از ائمه اطهار، «در بعضی قواعد اعداد که سید حسین اخلاطی در کتاب ذخایر الاسما ذکر فرموده». در واقع، خلاصه‌ای است از همان کتاب، در یک پیشگفتار و پنج فصل و یک خاتمه، با سربندهای جوهر. هر قاعده جفری را نخست زیر عنوان «تحریر» به نثر و با سربند «تقریر» به نظم کشیده است.[۹]
- خلاصه الاذکار ـ در آن تعدادی ادعیه را با نام‌های «حروف کواکب، اسما کواکب» بیان کرده است؛ به عنوان مثال، در «حروف الکواکب» (د، ن، خ، غ)، دعای «یا دیان، یا ناعم، یا خالق، یا غنی» را آورده است.[۱۰]
- دیوان اشعار[۱۱]
- زبده الالواح ـ در جفر و تکسیر و رمل و اختربینی و حروف مقطعه قرآن کریم و فواید برخی از آیات، در یک مقدمه و پنج فصل و یک پیشگفتار. در مقدمه گوید که در این علوم سال‌ها زحمت کشیده است. بنا به اعتقاد او، حروف و مقطعات قرآنی نقش بزرگی در علم جفر دارد و چنان‌که کسی به آن‌ها آشنایی داشته باشد، بر فواید بسیاری واقف می‌شود.[۱۲]
- صحیفة النورـ در این منظومه، که به وزنها و قافیه‌های گوناگون و با تخلص عیانی سروده، اسامی و القاب امامان معصوم را به روش اعداد از آیات قرآنی استخراج کرده و در آغاز، سوره فاتحه را با اعداد ابجدی تطبیق کرده است.[۱۳]
- العلم النقطه کَثَرهُ الجاهلون ـ دربارهٔ اسرار نقطه و حروف، با عنوانهای «سرّ»، که در آن از محمود پسیخانی هم یاد کرده است.[۱۴]
- کنزالرموز ـ در خواص حروف و تطبیق آن با احکام نجومی؛ او، به گواه شعری که در پایان کتاب آورده، آن را در چهارده روز نگاشته است:

| شرح این زبده یا خلاصه تمام |  | شد مرتب به چارده ایام |

نام کتاب را هم در این بیت تصریح کرده است:
| نبرده راه مطلقاً به رموز |  | چشم بندش بوَد رموز کنوز |

- مفتاح الاستخراج ـ در جفر[۱۶]

جز اینها، آثار الاطوار، غایة الامکان و مقصد الاقصی را نیز به او نسبت می‌دهند، که شاید نامگذاری دیگری بر آثار او باشد.
- مفاتیح المغالیق

این کتاب به زبان فارسی است و در سال ۹۷۶ ه‍.ق نگاشته شده است.
نگارنده در مقدمه کتاب، فهرست فصلهای کتاب را چنین آورده است:
مقدمه در بیان رموز نقطه و حروف و سر تطبیقات آن با قواعد عددی. فصل اول در قاعده کتاب جفر جامع و ضابط تقسیم آن. فصل دویم در طریق کتاب خافیه شمسی. فصل سیم در شرح خافیه قمری. فصل چهارم در کیفیت استخراج اسماء. فصل پنجم در شرح و فواید لوحی که مشهور بخاتم سلیمان است. فصل ششم در قواعد دعوت اسماءالله. فصل هفتم در ذکر قواعد دعوت فاتحة الکتاب. فصل هشتم در قواعد الواح تکسیری وعددی. فصل نهم در قسمت حروف بر منازل قمر. فصل دهم در کیفیت اعداد و اقلام طلسمات. فصل یازدهم در ذکر دعوت وزراء اربعه. فصل دوازدهم دراختیارات اعمال. خاتمه در فواید متفرقه.